# ریبین اسعد
ریبین اسعد (انگلیسی: Rebin Asaad؛ زادهٔ ۳۱ اکتبر ۱۹۹۴) یک بازیکن فوتبال اهل سوئد است.
از باشگاه‌هایی که در آن بازی کرده است می‌توان به باشگاه فوتبال مالمو اشاره کرد.